# Chuck Horner

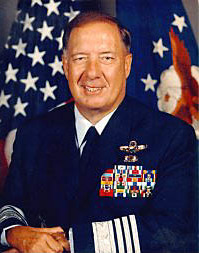
Charles A. Horner

Charles Albert (Chuck) Horner (* 19. Oktober 1936 in Davenport, Scott County, Iowa) ist ein pensionierter General der United States Air Force. Er war unter anderem Kommandeur des Air Force Space Commands und des North American Aerospace Defense Commands (NORAD).
Horner besuchte die öffentlichen Schulen seiner Heimat. Über das ROTC-Programm der University of Iowa gelangte er im Jahr 1958 in das Offizierskorps der United States Air Force. Dort durchlief er anschließend alle Offiziersränge vom Leutnant bis zum Vier-Sterne-General.
Im Lauf seiner militärischen Karriere absolvierte er verschiedene Kurse und Schulungen. Dazu gehörten unter anderem eine Ausbildung zum Kampfpiloten und weitere Fortbildungskurse als Pilot neuer Flugzeugtypen; die Squadron Officer School auf der Maxwell Air Force Base in Alabama; das Armed Forces Staff College in Norfolk in Virginia sowie das Industrial College of the Armed Forces und das National War College, beide in Fort Lesley J. McNair in Washington, D.C. Außerdem erhielt er einen akademischen Grad vom College of William & Mary in Williamsburg in Virginia.
In seinen frühen Jahren als Offizier der Luftwaffe war er an verschiedenen Stützpunkten stationiert. Dabei war er als Pilot, Flugausbilder oder Stabsoffizier bei unterschiedlichen Einheiten tätig. Dazwischen absolvierte er die erwähnten Schulungen. Als Stabsoffizier war er unter anderem im Hauptquartier der Air Force tätig. Zwischen November 1960 und Dezember 1963 war er in England auf der RAF Air Force Base Lakenheath Pilot der 492. Kampfstaffel (492nd Tactical Fighter Squadron). Im weiteren Verlauf der 1960er Jahre war er ab Juni 1965 mehrfach im Vietnamkrieg eingesetzt.
Anschließend setzte er seine Laufbahn in den Vereinigten Staaten fort. Zwischen Juni 1976 und März 1979 leitete er als Oberst die Stabsabteilung für Operationen (Deputy Commander for Operations) beim 4. Taktischen Kampfgeschwader (4th Tactical Fighter Wing), das auf der Seymour Johnson Air Force Base in North Carolina stationiert war. Es folgte eine Versetzung zur Luke Air Force Base in Arizona. Zwischen März und August 1979 war Charles Horner dort stellvertretender Kommandeur des 58. Taktischen Ausbildungsgeschwaders (58th Tactical Training Wing). Danach übernahm er auf der gleichen Flugbasis das Kommando über das 405. Taktische Ausbildungsgeschwader (405th Tactical Training Wing), das er zwischen August 1979 und Mai 1980 innehatte.
Seine nächste Mission führte ihn auf die Nellis Air Force Base in Nevada, wo er zwischen Mai 1980 und August 1981 das 474. Taktische Kampfgeschwader (474th Tactical Fighter Wing) befehligte. Anschließend kommandierte er bis zum Mai 1983 auf der Holloman Air Force Base in New Mexico die 833. Luftdivision (833rd Air Division). Danach wurde er auf die Tyndall Air Force Base in Florida versetzt. Dort kommandierte er zwischen Mai und Oktober 1983 den 23. Regionalbezirk des North American Aerospace Defense Command (Commander, 23rd North American Aerospace Defense Command Region) und eine Luftdivision des Tactical Air Commands. Anschließend leitete er bis zum Mai 1985 das Air Force Air Defense Weapons Center, ebenfalls auf der Tyndall AFB.
Es folgte eine Versetzung zur Langley Air Force Base in Virginia, wo Charles Horner zwischen Mai 1985 und März 1987 die Stabsabteilung für Planungen (Deputy Chief of Staff for Plans) im Hauptquartier des Tactical Air Commands leitete. Danach wurde er auf der Shaw Air Force Base in South Carolina Kommandeur der 9. Luftflotte (Ninth Air Force), die unter der Bezeichnung United States Central Command Air Forces (USCENTAF) die Luftwaffenkomponente des United States Central Commands darstellt. Horner bekleidete diesen Posten zwischen März 1987 und Juni 1992. Dabei war er Kommandeur amerikanischer und alliierter Luftstreitkräfte während des Zweiten Golfkriegs und zwischenzeitlich in Saudi-Arabien stationiert.
Am 30. Juni 1992 übernahm Charles Horner auf der Peterson Air Force Base in Colorado als Nachfolger von Donald J. Kutyna das Kommando über das Air Force Space Command, das United States Space Command und das NORAD. Diese Ämter übte er bis zum 12. September 1994 aus als er von Joseph W. Ashy abgelöst wurde, der ebenfalls alle drei Kommandos in Personalunion kommandierte. Anschließend schied er aus dem aktiven Militärdienst aus.
Während seiner aktiven Zeit als Militärpilot absolvierte er über 5300 Flugstunden auf verschiedenen Flugzeugtypen.
Nach seiner Pensionierung war Charles Horner Vorstandsmitglied beim U.S. Institute of Peace. Im Jahr 1999 war er Co-Autor des Buchs Every Man A Tiger von Tom Clancy. Im Jahr 2004 gehörte er einem Untersuchungsausschuss des Pentagons über Gefangenenmissbrauch an (detainee abuse).

## Daten der Beförderungen
| Abzeichen | Rang               | Jahr             |
| --------- | ------------------ | ---------------- |
|           | Second Lieutenant  | 13. Juni 1958    |
|           | First Lieutenant   | 12. Juni 1960    |
|           | Captain            | 1. Oktober 1963  |
|           | Major              | 1. Juni 1969     |
|           | Lieutenant Colonel | 1. November 1973 |
|           | Colonel            | 1. Februar 1975  |
|           | Brigadier General  | 1. August 1982   |
|           | Major General      | 1. Juli 1985     |
|           | Lieutenant General | 1. Mai 1987      |
|           | General            | 1. Juli 1992     |

## Orden und Auszeichnungen
Charles Horner erhielt im Lauf seiner militärischen Laufbahn unter anderem folgende Auszeichnungen:
- Air Force Distinguished Service Medal
- Silver Star
- Legion of Merit
- Distinguished Flying Cross
- Meritorious Service Medal
- Air Medal
- Aerial Achievement Medal
- Air Force Commendation Medal
- Presidential Unit Citation
- Air Force Organizational Excellence Award
- Combat Readiness Medal
- National Defense Service Medal
- Armed Forces Expeditionary Medal
- Vietnam Service Medal
- Southwest Asia Service Medal
- Air Force Longevity Service Award
- Kreuz der Ehrenlegion (Frankreich)
- Meritorious Service Cross (Kanada)
- Vietnam Campaign Medal (Südvietnam)
- Kuwait Liberation Medal (Saudi-Arabien)
- Kuwait Liberation Medal (Kuwait)